# تپه چوکل‌آبادی
تپه چوکل آبادی مربوط به سده‌های اولیه دوران‌های تاریخی پس از اسلام است و در شهرستان نهاوند، بخش گیان، دهستان گیان، ۲/۵ کیلومتری جنوب روستای سرخلیجه واقع شده و این اثر در تاریخ ۲۵ آبان ۱۳۸۷ با شمارهٔ ثبت ۲۳۶۸۰ به‌عنوان یکی از آثار ملی ایران به ثبت رسیده است.